# Walter Bittner
Walter Bittner (* 19. Dezember 1957 in Eltville) ist ein deutscher Jazzmusiker (Schlagzeug, auch Gesang, Komposition).

## Leben und Wirken
Bittner erhielt ab 1971 eine Schlagzeugausbildung bei Karl Pritsch am Konservatorium Wiesbaden. Zunächst spielte er klassisches Schlagwerk im Akkordeonorchester Wiesbaden, aber auch in ersten Bands mit Peter Schröter. Bis 1976 machte er eine Ausbildung als Kartograph beim hessischen Landesvermessungsamt. In den nächsten Jahren absolvierte er Workshops bei Heinrich Hock, Peter Giger, Sigi Busch sowie Jack DeJohnette und spielte in der Gruppe Nimbus und verschiedenen weiteren Formationen. Ab 1980 lebte er in Augsburg, wo er ein Soziologiestudium begann. 1983 gründete er die Musikwerkstatt Augsburg. Neben Engagements bei Larry Porter, Allan Ett, John Paiva, Götz Tangerding, Litschie Hrdlička und Robert Walzer leitete er die Bands Ritmo Safado und One Two Free.
In den frühen 1990er Jahren erarbeitete Bittner seine Soloperformance „Drum Stories“ und gründete mit Chris Hirson seine eigene Band Double You-Be, die bis 2008 bestand und mit der mehrere Alben entstanden. Daneben arbeitete er aber auch in den Bands von Wolfgang Lackerschmid, Lee Harper, Ray Pizzi, Christian Stock, Klaus Treuheit und Beate Kittsteiner, später mit Martin Schrack und Jörg Widmoser. 2011 legte er mit seinem 2009 entstandenen Quartett Zakedy Music das von ihm komponierte Album Imago – A Modern Suite vor, dem 2014 das Album Spinning Wheel folgte. Weiterhin wirkte er als Theatermusiker. Zudem tourte er mit Sheila Jordan, Tina May, Joanne Brackeen, Ravi Coltrane, Chico Freeman, Michael Hornstein und Walter Lang.
Seit 2012 hatte Bittner zudem einen Lehrauftrag für Drumset am damaligen Leopold-Mozart-Zentrum der Universität Augsburg.